# Хенри (Јужна Дакота)
Хенри (енгл. Henry) град је у америчкој савезној држави Јужна Дакота.

## Демографија
По попису из 2010. године број становника је 267, што је 1 (-0,4%) становника мање него 2000. године.
| Група             | 2000.       | 2010.       |
| Белци             | 262 (97,8%) | 261 (97,8%) |
| Афроамериканци    | 0 (0,0%)    | 1 (0,4%)    |
| Азијати           | 0 (0,0%)    | 0 (0,0%)    |
| Хиспаноамериканци | 5 (1,9%)    | 0 (0,0%)    |
| Укупно            | 268         | 267         |